# Еготело австралійський
Еготело австралійський (Aegotheles cristatus) — вид дрімлюгоподібних птахів родини еготелових (Aegothelidae).

## Поширення
Вид досить поширений в Австралії (включаючи Тасманію) та на півдні Папуа Нової Гвінеї. Мешкає у тропічний дощових лісах, відкритих склерофільних лісах, рідколіссях, на плантаціях. Головною умомвою існування для птаха є наявність високих дерев.

## Опис
Птах завдовжки 21-25 см і вагою 35—65 г. Верхня частина темно-сіра з білими та чорними смугами. Нижня частина світліша, ряба. На шиї є білий комірець. Надбрівна смуга світло-сіра.

## Спосіб життя
Як і всі еготелові активний вночі. Вдень ховається в дуплах дерев. Живиться комахами, на яких полює із засідки на гілці. Сезон розмноження триває з серпня по грудень. Утворює моногамні пари. Гніздо будує у дуплах дерев. У гнізді 3-5 білих яєць. Насиджує самиця. Інкубація триває 25-27 днів. Про пташенят піклуються обидва батьки. З гнізда пташенята вилітають через 21-29 днів, але вони залишаються з батьками впродовж ще декількох місяців.